# 蔡国庆 (北京)
蔡国庆（1968年9月17日—），生于北京，回族，中国歌手、演员、节目主持人，一级演员，隶属于中国人民解放军总政歌舞团，中国共产党党员（1993年入党）。

## 生平
蔡国庆在很小的时候就酷爱唱歌，他7岁加入中央人民广播电台少儿合唱团，9岁便考入中央戏剧学院表演系76级儿童剧演员班。1977年，他出版首张唱片《周总理来到少年宫》。1986年，他参加了第一届全国百名歌星演唱会，并由此正式开始自己的歌唱生涯。蔡国庆也是一年一届的中央电视台春节联欢晚会的常客，曾经在1991年至1995年连续五届以主要演员身份参加。在2011年快乐女声节目中担任评委，因为力挺李斯丹妮备受争议；后又担任2013年快乐男声评委。